# Ceratognathus frenchi
Ceratognathus frenchi es una especie de coleóptero de la familia Lucanidae.

## Distribución geográfica
Habita en Victoria (Australia).